# 彦坂忠義
彦坂 忠義（ひこさか ただよし、1902年12月25日 - 1989年3月27日）は、日本の原子核物理学者。新潟大学名誉教授。愛知県渥美郡老津村（現・豊橋市）出身。理学博士（東北大学、1950年）。
長男は社会評論家、翻訳家、社会運動家の彦坂諦。四男は物理学者の彦坂正道。岳父（妻の父）は西洋史学者の阿刀田令造。

## 経歴・人物
愛知県出身。旧制愛知県立第四中学校を経て、旧制第二高等学校を卒業後、1923年に東北帝国大学理学部物理学科に入学した。1926年に同大学を卒業し、当時の同大学教授高橋胖のもとで助手を務めた。1934年に原子核の内部構造を提唱し、当時広く考えられていたニールス・ボーアの液滴模型とは異なった今日殻模型と呼ばれるものに近い模型を発表したが、広く受け入れられることはなかった。
1939年に旧制山口高等学校教授、1943年に旧制第二高等学校に移った後、1945年に旅順工科大学教授。終戦後に大連市で抑留され、その地で4年間教育に従事した後に帰国。1950年「原子核エネルギー利用の一方法について」で東北大学から理学博士の学位を取得。同年岩手大学学芸学部教授、1951年に新潟大学理学部教授を歴任。定年退職後に新潟大学名誉教授。1968年に東北学院大学工学部教授に就任し、1977年まで務めた。

## 論文・予稿・寄稿文
- 彦坂忠義「核内中性子の状態について」『科学』第4巻、1934年、460頁、NAID 10006404423。
- 彦坂忠義「原子核の質量欠陥について」『科学』第4巻、1934年、232頁、NAID 10006404422。
- 彦坂忠義「中性子の磁気能率について」『科学』第4巻、1934年、141頁、NAID 10006404421。
- 彦坂忠義「原子核エネルギー利用の一新法に就いて」『岩手大学教育学部研究年報』第1号、岩手大學學藝學部學會、1950年7月、17-36頁、doi:10.15113/00012364、ISSN 0367-7370、NAID 120001123264。
- 彦坂忠義, 高橋伊三郎「明るい分光寫眞器の試作」『岩手大學學藝學部研究年報』第2号、岩手大學學藝學部學會、1951年7月、7-7頁、doi:10.15113/00012188、ISSN 0367-7370、NAID 120001123204。
- 彦坂忠義, 小玉次郎「電離層生成機構と上空温度」『岩手大學學藝學部研究年報』第2号、岩手大學學藝學部學會、1951年7月、8-12頁、doi:10.15113/00012189、ISSN 0367-7370、NAID 120001123310。
- 今泉常正, 彦坂忠義「黒鉱選鉱技術上の問題点に関する23の知見」『日本鑛業會誌』第83巻第946号、資源・素材学会、1967年、349-353頁、doi:10.2473/shigentosozai1953.83.946_349、ISSN 0369-4194、NAID 130007255028。
- 彦坂忠義, 久保寺信夫, 山中英二, 吉田衛「2p-TD-7 夜間大気光に時として現れるλ391mμBandの問題」『日本物理学会春季分科会講演予稿集』第1970巻、日本物理学会、1970年、199頁、doi:10.11316/jpsgaiyob.1970.5.0_199_1、NAID 110002031426。
- 彦坂忠義, 孫田裕美, 久米井正紀「亜鉛製錬残渣の硫酸鉛優先浮選による操業改善」『日本鑛業會誌』第101巻第1166号、資源・素材学会、1985年、222-227頁、doi:10.2473/shigentosozai1953.101.1166_222、ISSN 0369-4194、NAID 130007253862。
- 福井崇時「彦坂忠義先生と殻模型と原子炉」『日本物理学会誌』第41巻第10号、日本物理学会、1986年、765-768頁、doi:10.11316/butsuri1946.41.765、ISSN 0029-0181、NAID 110002075802。
- 古田島久哉, 木村一治「彦坂忠義の学位論文「原子核エネルギー利用の一方法に就て」の紹介 : 原子核エネルギー解放の先駆者達の足跡」『日本物理学会誌』第47巻第12号、日本物理学会、1992年、993-998頁、doi:10.11316/butsuri1946.47.993、ISSN 0029-0181、NAID 130004180476。
- 鳥羽隆一, 石田典也, 伊藤和人, 清水栄二, 岡田駿, 彦坂忠義「28aA13 縦型ボート法における成長モードの検討(VGFかVBか?)(融液成長II)」『日本結晶成長学会誌』第20巻第2号、日本結晶成長学会、1993年、137頁、doi:10.19009/jjacg.20.2_137、ISSN 0385-6275、NAID 110002768977。
- 彦坂泰正「26pEA-8 新潟大学での彦坂忠義氏の研究活動(26pEA 物理学史,領域13(物理教育,物理学史,環境物理))」『日本物理学会講演概要集』第66巻、日本物理学会、2011年、436頁、doi:10.11316/jpsgaiyo.66.1.2.0_436_2、NAID 110008611307。

## 追悼文集
- 『木蓮の花 彦坂忠義追悼文集』彦坂忠義追悼文集編集委員会 1991